# Château de Bernstein
 (août 2019).
Si vous disposez d'ouvrages ou d'articles de référence ou si vous connaissez des sites web de qualité traitant du thème abordé ici, merci de compléter l'article en donnant les références utiles à sa vérifiabilité et en les liant à la section « Notes et références ».
Château de Bernstein (hongrois : Borostyánkő vára) est un bâtiment historique de Bernstein im Burgenland, en Autriche, dont la première mention est faite au XIIIe siècle. 

## Histoire
En 860, toute la région faisait partie de l'archevêché de Salzbourg. Erimbert, un seigneur de l'archevêché, remit la Pinka à un certain Jacobus. Le nom du village Rettenbach n'était pas encore mentionné, mais l'ancien nom slave du hameau voisin Grodnau (qui signifie "le village appartenant au château") est un signe de l'existence d'un château voisin, identifiable au château Bernstein. Le château de Bernstein est situé à 615 m d'altitude. 
Depuis 1199, le château faisait partie de la Hongrie. On ne sait pas exactement quand le château a été remis à Frédéric II, duc d’Autriche, et pendant combien de temps il a été sa propriété; mais en 1236, Béla IV de Hongrie conquit le château. Quelques années plus tard (en 1260), il le donna au comte Henry I Kőszegi. 
En 1336, les comtes de Güssing et de Bernstein furent vaincus par le roi hongrois Charles Robert de Hongrie et le château de Bernstein passa sous domination hongroise. En 1388, le château fut confié à la famille Kanizsai. En 1482, il devint la propriété de Matthias Corvinus de Hongrie pour une courte période; En 1487, Hans von Königsberg reçut le château de l'empereur Frédéric III . 
En 1529, les Turcs assiégèrent le château, mais ne purent pas le prendre. Un autre siège infructueux des Turcs a suivi en 1532. À cette occasion, un anneau de bastions fut érigé afin de transformer le château en refuge. 
En 1604, le château de Bernstein fut assiégé pendant plusieurs semaines sans succès par une armée composée de Hongrois, de Turcs et de Tatars, dirigée par Etienne II Bocskai. À la suite de l'explosion de la réserve de poudre à canon, Ludwig Königsberg ordonna en 1617 la reconstruction de la partie intérieure gothique du château dans le style baroque. Le donjon et les tours ont alors été rasés. En 1644, Ehrenreich Christoph Königsberg vendit la souveraineté et le château au comte Ádám Batthyány. En 1864, Gustav Batthyány vendit le château à son Économe Edward O'Egan, dont les héritiers finirent par le vendre à Eduard von Almásy. En 1895, le futur aviateur et explorateur László Almásy y naît. Sa famille est l'actuel propriétaire du château. En 1953, une partie du château a été transformée en hôtel et en restaurant.